# Faculdade de William e Mary
Faculdade de William e Mary (College of William and Mary, William and Mary ou W&M) foi fundada em 1693, sendo uma das nove faculdades coloniais fundadas antes da Revolução Americana. É uma instituição pública de artes liberais localizada em Williamsburg (Virgínia). A universidade oferece graduações, pós-graduações e cursos profissionais através de suas cinco escolas acadêmicas de Arte e Ciências, Negócios, Educação, Direito, e Ciência Marinha. Atualmente, a instituição recebe 6.271 estudantes de graduação e 2.105 de pós-graduação, matriculados nos vários programas acadêmicos da universidade.

## História

### Era colonial: 1693–1776

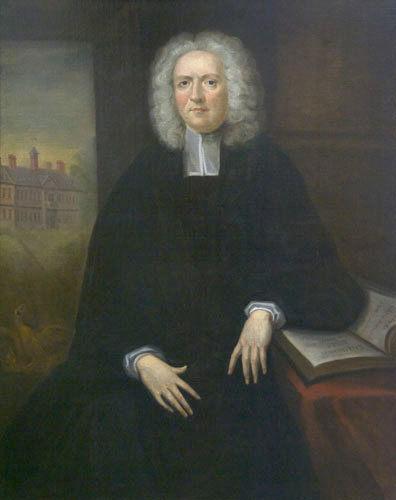
Reverendo Dr. James Blair, fundador da William & Mary

Uma escola de ensino superior tanto para jovens americanos nativos quanto para filhos de colonos foi um dos primeiros objetivos dos líderes da Colônia de Domínio da Virgínia. A faculdade foi fundada em 8 de fevereiro de 1693, através de uma carta régia (legalmente, cartas-patentes) para "fazer, pesquisar e estabelecer um certo Local de Estudo Universal, uma Faculdade da Divindade, Filosofia, Linguagens, e outras boas artes e ciências... a ser apoiada e mantida, ao longo de todo o tempo por vir". Nomeada em homenagem aos monarcas regentes Rei Guilherme III e Rainha Maria II, a faculdade é a segunda mais antiga dos Estados Unidos da América. Os planos iniciais para a faculdade datam de antes de 1618, décadas antes de Harvard. Em 1695 antes da cidade de Williamsburg existir, inicia-se a construção do Edifício Sir Christopher Wren, então conhecido apenas como Edifício da Faculdade, sendo o mais antigo prédio da instituição (hoje o então Edifício Wren é o principal prédio da William and Mary). A W&M é uma das nove faculdades coloniais fundadas antes da Revolução Americana. James Blair foi nomeado como o primeiro presidente da faculdade (cargo este ocupado até sua morte, em 1743). William & Mary foi fundada como uma instituição anglicana; era exigido que os estudantes fossem membros da Igreja da Inglaterra, e professores deveriam declarar aderência aos Trinta e Nove Artigos da Religião.

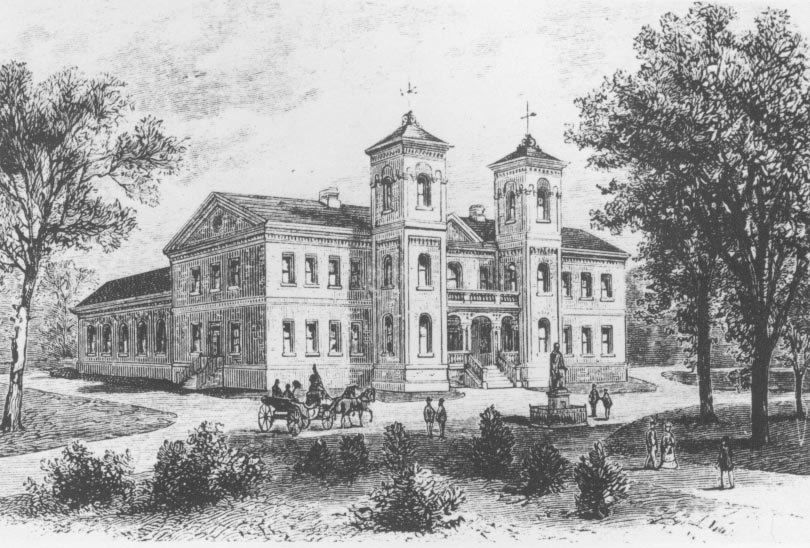
Edifício Wren, 1859-1862

### Revolução e transição
Durante o período da Revolução Americana, a liberdade religiosa foi estabelecida em Virgínia e a separação do estado e igreja ocorreu. A faculdade acabou se tornando a primeira universidade norte-americana que estabeleceu escolas de graduação em Direito e Medicina.
Em 11 de novembro de 1750 é fundada a primeira sociedade universitária secreta dos EUA, a Sociedade F.H.C., popularmente conhecida como Flat Hat Club. Em 5 de dezembro de 1776, os estudantes John Heath e William Short fundaram a Phi Beta Kappa, uma sociedade filosófica e literária secreta.
Em 1859, um grande incêndio causou a destruição da faculdade, sendo que poucas estruturas foram conservadas: Edifício Wren, Casa do Ex-Aluno, Casa do Presidente e Brafferton.

### Guerra Civil
No início da Guerra Civil Americana (1861-1865), a faculdade fechou-se enquanto o conflito durasse, pois o alistamento havia reduzido o corpo estudantil da instituição.

## Vida estudantil

### Sistema de Honra
O sistema de honra da William & Mary foi estabelecido primeiramente pelo ex-aluno Thomas Jefferson  em 1779 e é considerado como sendo o primeiro sistema dos Estados Unidos. Durante a semana de orientação, todo estudante novato recita a Promessa de Honra no Grande Salão do Prédio Wren:
Como um membro da comunidade William & Mary eu prometo, pela minha honra, a não mentir, enganar, ou roubar na minha vida acadêmia ou pessoal. Eu compreendo que tais atos violam o Código de Honra e enfraquece a comunidade de confiança da qual nós todos somos mordomos.
As bases da Promessa de Honra foram escritas há mais de 150 anos pelo ex-aluno e professor de direito Henry St. George Tucker. Enquanto ensinava direito na Universidade de Virgínia, Tucker propôs que os estudantes anexassem um compromisso em todos os exames confirmando que, em sua honra, eles não receberam qualquer tipo de assistência.